# Fram

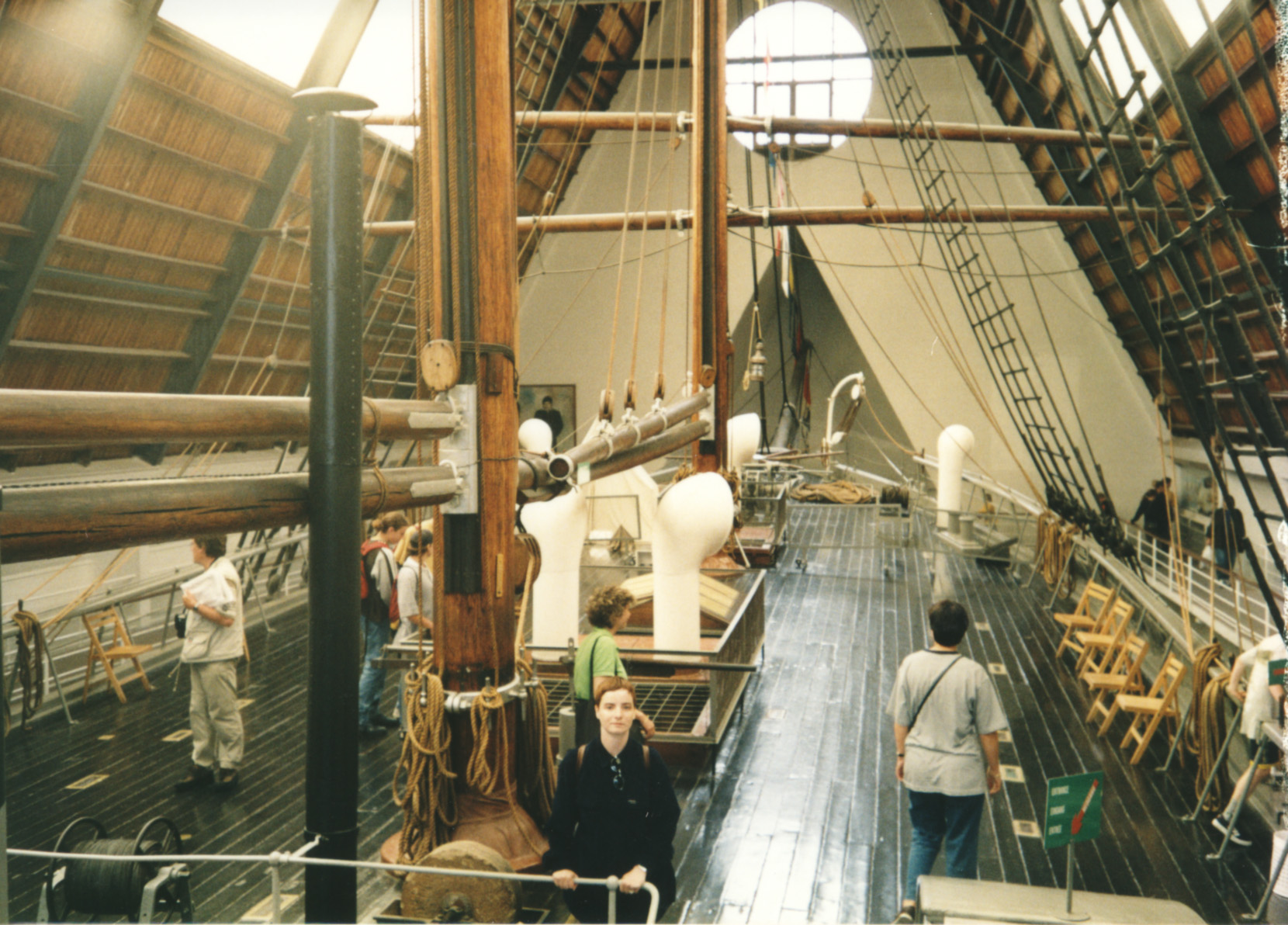
Paluba Framu v muzeu

Fram (norsky Vpřed) je škuner využívaný k polárním výpravám do Arktidy i Antarktidy v letech 1893 až 1912. Své výpravy na něm uskutečnili Fridtjof Nansen, Otto Sverdrup a Roald Amundsen. V kategorii dřevěných lodí je držitelem rekordů v dosažených zeměpisných šířkách na severu (85°57′ s. š.) i na jihu (78°41′ j. š.).

## Konstrukce a specifikaFramu

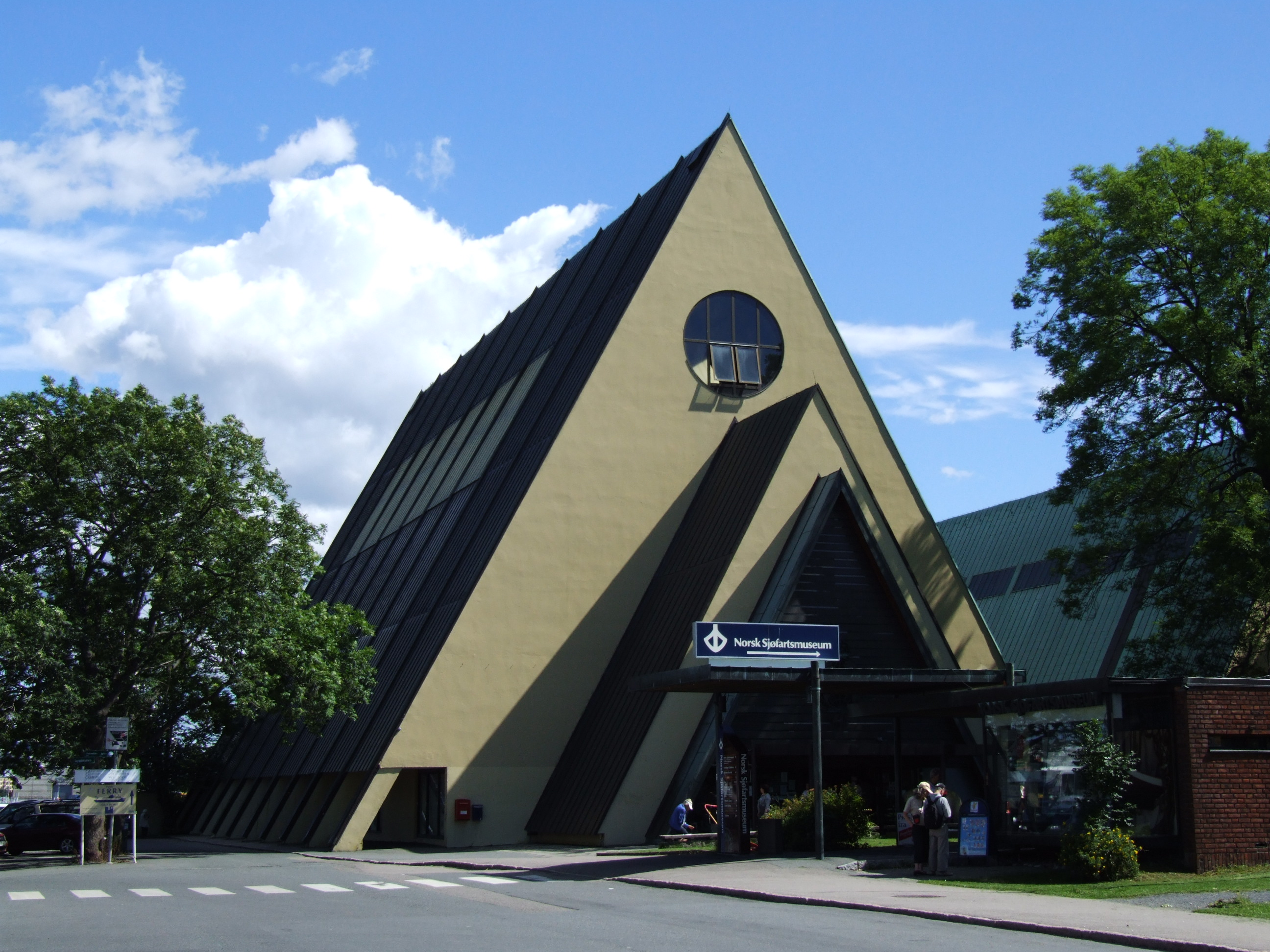
Muzeum Fram v Oslu

Navrhl jej a postavil Colin Archer roku 1893 pro Fridtjofa Nansena, který měl v úmyslu nechat jej zamrznout do ledu a dosáhnout severního pólu driftováním. Délka lodi je 39 metrů, šířka 11 metrů. Loď má neobvyklý tvar, byla konstruována tak, aby ji sevření ledových ker nerozdrtilo, ale vyzvedlo na povrch. Nansen počítal s tím, že se budou pohybovat v mělkých vodách, takže loď je téměř bez kýlu. Kormidlo a lodní šroub mohly být v případě nutnosti vtaženy do útrob lodi. Velká pozornost byla věnována též tepelné izolaci lodi. Fram měl též k dispozici větrný mlýn, který poháněl generátor pro elektrické svítilny.

## Historie
- 1893–1896 – Nansenova expedice Fram k severnímu pólu. Možnost driftu až k pólu se nepotvrdila, ale loď se v extrémních podmínkách osvědčila.
- 1898–1902 – Fram se pod velením Sverdrupa vydal na další polární expedici, tentokrát do oblasti Kanadského arktického souostroví.
- 1910–1912 – Nansen svěřil Fram Amundsenovi, který se vydal na úspěšnou expedici na jižní pól.

Od roku 1912 do konce 20. let Fram postupně chátral. Díky iniciativě Larse Christensena, Otto Sverdrupa a Oscara Wistinga se však dočkal zasloužené pozornosti a od roku 1935 je vystaven ve svém vlastním muzeu na poloostrově Bygdøy v Oslu. 

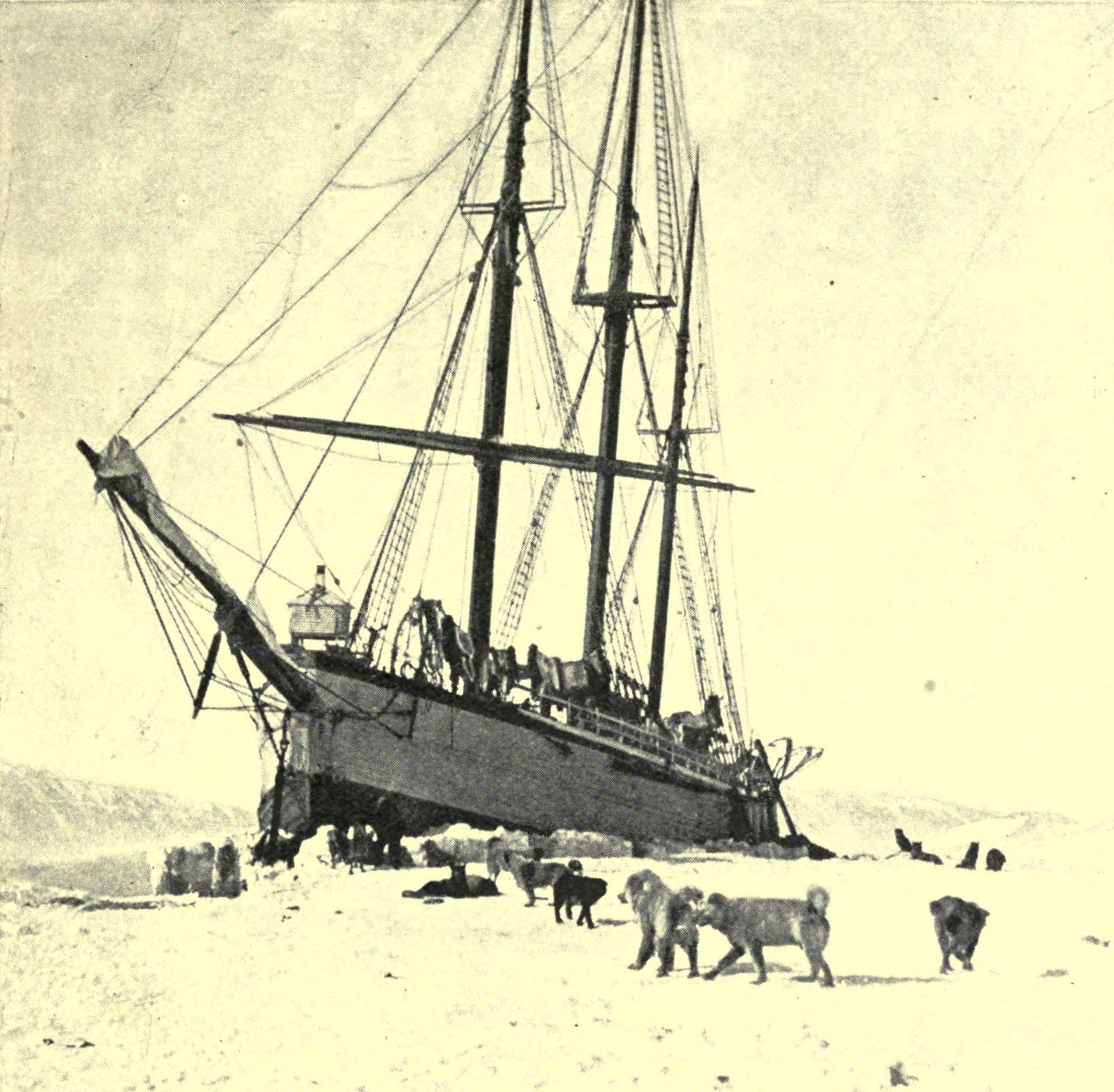
Fram v polární akci

## Kulturní odkazy
Klenotník měsíc zavřel krám,

z výkladu svoje šperky sbírá,

chlap jen tak lehce neumírá,

na modré lodi jménem Fram

tě za pár roků vyhledám.

text: Wabi Daněk